# 20151 Utsunomiya
20151 Utsunomiya è un asteroide della fascia principale. Scoperto nel 1996, presenta un'orbita caratterizzata da un semiasse maggiore pari a 2,3272488 UA e da un'eccentricità di 0,2265785, inclinata di 11,64481° rispetto all'eclittica.